# Verena Diener
Verena Diener (Zürich, 27 maart 1949 – 28 juni 2024) was een Zwitserse politica voor de Groen-Liberale Partij van Zwitserland (GLP/PVL) uit het kanton Zürich.

## Biografie
Verena Diener zetelde in de Nationale Raad van 30 november 1987 tot 26 april 1998. Van april 1995 tot mei 2007 was ze lid van de Regeringsraad van Zürich, waarvan ze van 1 mei 1999 tot 30 april 2000 en van 1 mei 2006 tot 30 april 2007 voorzitster was. Diener was de tweede vrouw die dit ambt bekleedde. In 2007 maakte ze een terugkeer naar de federale politiek. Van 6 december 2007 tot 7 december 2015 was ze immers lid van de Kantonsraad.
Diener overleed op 28 juni 2024 op 75-jarige leeftijd.